# نملاوية أحادية الخصر
النملاوية الأحادية الخصر (الاسم العلمي:Formicini) هي قبيلة من الحشرات تتبع فصيلة النمليات من رتبة غشائيات الأجنحة.

## أجناس النملاوية الأحادية الخصر
- نملة الحقل